# 四带枣螺
四带枣螺（学名：Bulla adamsii）为枣螺科枣螺属的动物。分布于马达加斯加岛、塔希提岛、汤加群岛、托里斯海峡、澳大利亚以及中国的海南岛和西沙群岛等地，属于暖水性种类。其一般栖息于潮间带石头下、珊瑚礁间。